# Torneo Internacional de Chile 1968
El Torneo Internacional de Chile 1968, comprende dos competencias de carácter internacional, disputadas en Santiago. En la prensa de ese año están registradas como:
- El Octogonal de Santiago 1968, que es la 15.ª edición del torneo amistoso de fútbol, de carácter internacional.

- El Cuadrangular de Santiago 1968 corresponde a la 16.ª edición del torneo amistoso de fútbol.

## Octogonal de Santiago de Chile 1968[1][2]
El Octogonal de Santiago 1968, corresponde a la 15.ª edición del torneo amistoso de fútbol, de carácter internacional. Todos los partidos se jugaron en el Estadio Nacional de Chile. 
Para esta competencia veraniega concurren de tres equipos de Europa Oriental, entre ellos dos selecciones, además dos equipos sudamericanos y se repite la participación de tres equipos chilenos, siendo este total de ocho conjuntos en competencia el mayor en la historia de las competencias internacionales de Chile.
El campeón fue Santos,  equipo que entre sus integrantes
contaba con Pelé. 

## Datos de los equipos participantes
| Equipo                      | Calidad |
| --------------------------- | --- |
| Universidad de Chile        | Anfitrión y campeón de la Primera División de Chile 1967                                                              |
| Universidad Católica        | Anfitrión y subcampeón de la Primera División de Chile 1967                                                           |
| Colo-Colo                   | Anfitrión y tercer lugar de la Primera División de Chile 1967                                                         |
| Selección de Checoslovaquia | Invitado |
| Selección Alemania Oriental | Invitado |
| Santos                      | Invitado y campeón del Campeonato Torneo Paulista 1967 (Brasil)                                                       |
| Racing Club                 | Invitado y subcampeón del Campeonato Metropolitano 1967 (Argentina) y además campeón de la Copa Intercontinental 1967 |
| Vasas                       | Invitado y cuarto lugar Primera División Húngara 1967                                                                 |

### Aspectos generales

#### Modalidad
El torneo se jugó en una sola rueda de catorce fechas, bajo el sistema de todos contra todos, resultando campeón aquel equipo que acumulase más puntos en la tabla de posiciones.

## Partidos

### Fecha 1
| 13 de enero de 1968 | Universidad Católica                                                | 4:3 (1:2) | Vasas                             | Estadio Nacional, Santiago                               |                                                          |
|                     | Juan Barrales 11' · Carlos Reinoso 73', 76' · Alberto Fouilloux 89' |           | János Farkas 15' (pen.), 27', 58' | Asistencia: 69.242 espectadores Árbitro(s): Jorge Cruzat | Asistencia: 69.242 espectadores Árbitro(s): Jorge Cruzat |

| 13 de enero de 1968 | Santos                                     | 4:1 (0:0) | Checoslovaquia | Estadio Nacional, Santiago                                       |                                                                  |
|                     | Lima 63' · Toninho 72', 88' · Negreiro 75' |           | Jokl 77'       | Asistencia: 69.242 espectadores Árbitro(s): Carlos Robles Robles | Asistencia: 69.242 espectadores Árbitro(s): Carlos Robles Robles |

### Fecha 2
| 16 de enero de 1968 | Colo-Colo            | 1:0 (0:0) | Racing Club | Estadio Nacional, Santiago                                 |                                                            |
|                     | Francisco Valdés 65' |           |             | Asistencia: 70.281 espectadores Árbitro(s): Claudio Vicuña | Asistencia: 70.281 espectadores Árbitro(s): Claudio Vicuña |

| 16 de enero de 1968 | Alemania Oriental                                      | 5:2 (2:2) | Universidad de Chile                  | Estadio Nacional, Santiago                                    |                                                               |
|                     | Irmscher 25' · Vogel 36', 85' · Koerner 55' · Hoge 66' |           | Rubén Marcos 23' · Leonel Sánchez 44' | Asistencia: 70.281 espectadores Árbitro(s): Rafael Hormazábal | Asistencia: 70.281 espectadores Árbitro(s): Rafael Hormazábal |

### Fecha 3
| 19 de enero de 1968 | Vasas                                       | 3:1 (1:0) | Checoslovaquia | Estadio Nacional, Santiago                                 |                                                            |
|                     | Mathesz 32' · János Frakas 47' · Fister 85' |           | Geleta 53'     | Asistencia: 48.486 espectadores Árbitro(s): Claudio Vicuña | Asistencia: 48.486 espectadores Árbitro(s): Claudio Vicuña |

| 19 de enero de 1968 | Santos                                                      | 4:1 (2:1) | Universidad Católica | Estadio Nacional, Santiago                             |                                                        |
|                     | Carlos Alberto 10', 72' (pen.) · Toninho 44' · Negreiro 67' |           | Carlos Reinoso 37'   | Asistencia: 48.486 espectadores Árbitro(s): Mario Gasc | Asistencia: 48.486 espectadores Árbitro(s): Mario Gasc |

### Fecha 4
| 20 de enero de 1968 | Alemania Oriental                                          | 5:2 (1:2) | Colo-Colo                              | Estadio Nacional, Santiago                               |                                                          |
|                     | Vogel 12' (pen.), 51' · Loewe 58', 89' · Kreich 81' (pen.) |           | Francisco Valdés 1' · Fabián Capot 32' | Asistencia: 68.133 espectadores Árbitro(s): Jorge Cruzat | Asistencia: 68.133 espectadores Árbitro(s): Jorge Cruzat |

| 20 de febrero de 1968 | Universidad de Chile | 1:1 (0:0) | Racing Club          | Estadio Nacional, Santiago                                       |                                                                  |
|                       | Pedro Araya 73'      |           | Roberto Salomone 56' | Asistencia: 68.133 espectadores Árbitro(s): Carlos Robles Robles | Asistencia: 68.133 espectadores Árbitro(s): Carlos Robles Robles |

### Fecha 5
| 23 de enero de 1968 | Universidad Católica                                                  | 4:1 (1:1) | Checoslovaquia | Estadio Nacional, Santiago                                  |                                                             |
|                     | Carlos Reinoso 20', 55' · Juan Carlos Sarnari 48' · Sergio Messen 65' |           | Vrana 15'      | Asistencia: 36.060 espectadores Árbitro(s): Domingo Massaro | Asistencia: 36.060 espectadores Árbitro(s): Domingo Massaro |

| 23 de enero de 1968 | Santos                               | 4:0 (3:0) | Vasas | Estadio Nacional, Santiago                                    |                                                               |
|                     | Edu 6', 75' · Pelé 16' · Toninho 27' |           |       | Asistencia: 36.060 espectadores Árbitro(s): Rafael Hormazábal | Asistencia: 36.060 espectadores Árbitro(s): Rafael Hormazábal |

### Fecha 6
| 24 de enero de 1968 | Colo-Colo                                        | 2:2 (1:0) | Universidad de Chile    | Estadio Nacional, Santiago      |                                 |
|                     | Félix Luis Leeb 5' · Francisco Valdés 88' (pen.) |           | Osvaldo Castro 68', 77' | Asistencia: 41.159 espectadores | Asistencia: 41.159 espectadores |

| 24 de enero de 1968 | Alemania Oriental                       | 4:2 (2:1) | Racing Club               | Estadio Nacional, Santiago                                 |                                                            |
|                     | Noeldner 6' · Hoge 51' · Vogel 26', 66' |           | Roberto Salomone 40', 59' | Asistencia: 41.159 espectadores Árbitro(s): Claudio Vicuña | Asistencia: 41.159 espectadores Árbitro(s): Claudio Vicuña |

### Fecha 7
| 26 de enero de 1968 | Universidad Católica   | 2:1 (1:0) | Racing Club      | Estadio Nacional, Santiago                                    |                                                               |
|                     | Esteban Varas 27', 89' |           | Alfio Basile 68' | Asistencia: 31.270 espectadores Árbitro(s): Rafael Hormazábal | Asistencia: 31.270 espectadores Árbitro(s): Rafael Hormazábal |

| 26 de enero de 1968 | Checoslovaquia                | 2:0 (1:0) | Colo-Colo | Estadio Nacional, Santiago                                  |                                                             |
|                     | Krnac 7' · Kvasnac 89' (pen.) |           |           | Asistencia: 31.270 espectadores Árbitro(s): Domingo Massaro | Asistencia: 31.270 espectadores Árbitro(s): Domingo Massaro |

### Fecha 8
| 27 de enero de 1968 | Vasas                                      | 3:3 (2:1) | Alemania Oriental                           | Estadio Nacional, Santiago                                 |                                                            |
|                     | Radick 11' · Fister 36' · János Farkas 72' |           | Fraessorff 25' · Kreische 59' · Franzel 84' | Asistencia: 49.667 espectadores Árbitro(s): Claudio Vicuña | Asistencia: 49.667 espectadores Árbitro(s): Claudio Vicuña |

| 27 de enero de 1968 | Universidad de Chile                | 2:1 (2:1) | Santos      | Estadio Nacional, Santiago                               |                                                          |
|                     | Carlos Campos 23' · Pedro Araya 36' |           | Toninho 30' | Asistencia: 49.667 espectadores Árbitro(s): Jorge Cruzat | Asistencia: 49.667 espectadores Árbitro(s): Jorge Cruzat |

### Fecha 9
| 30 de enero de 1968 | Vasas     | 1:0 (1:0) | Colo-Colo | Estadio Nacional, Santiago                                  |                                                             |
|                     | Radisz 7' |           |           | Asistencia: 47.494 espectadores Árbitro(s): Domingo Massaro | Asistencia: 47.494 espectadores Árbitro(s): Domingo Massaro |

| 30 de enero de 1968 | Alemania Oriental           | 2:0 (0:0) | Universidad Católica | Estadio Nacional, Santiago                                 |                                                            |
|                     | Frenezel 63' · Irmscher 75' |           |                      | Asistencia: 47.494 espectadores Árbitro(s): Claudio Vicuña | Asistencia: 47.494 espectadores Árbitro(s): Claudio Vicuña |

### Fecha 10
| 31 de enero de 1968 | Checoslovaquia            | 2:0 (1:0) | Universidad de Chile | Estadio Nacional, Santiago                                |                                                           |
|                     | Masopust 10' · Vesely 73' |           |                      | Asistencia: 22.953 espectadores Árbitro(s): Carlos Robles | Asistencia: 22.953 espectadores Árbitro(s): Carlos Robles |

| 31 de enero de 1968 | Santos                       | 2:1 (1:1) | Racing Club | Estadio Nacional, Santiago                                    |                                                               |
|                     | Orlandinho 23' · Toninho 85' |           | Cárdenas 2' | Asistencia: 22.953 espectadores Árbitro(s): Rafael Hormazábal | Asistencia: 22.953 espectadores Árbitro(s): Rafael Hormazábal |

### Fecha 11
| 2 de febrero de 1968 | Alemania Oriental           | 2:2 (2:2) | Checoslovaquia        | Estadio Nacional, Santiago                                    |                                                               |
|                      | Irmscher 22' · Kreicher 25' |           | Vrana 34' · Krnac 44' | Asistencia: 26.366 espectadores Árbitro(s): Rafael Hormazábal | Asistencia: 26.366 espectadores Árbitro(s): Rafael Hormazábal |

| 2 de febrero de 1968 | Santos                                                       | 4:1 (2:1) | Colo-Colo        | Estadio Nacional, Santiago                                |                                                           |
|                      | Toninho 8' · Óscar Claria 38' (a.g.) · Douglas 63' · Edú 81' |           | Fabián Capot 26' | Asistencia: 26.366 espectadores Árbitro(s): Carlos Robles | Asistencia: 26.366 espectadores Árbitro(s): Carlos Robles |

### Fecha 12
| 3 de febrero de 1968 | Universidad Católica                         | 2:1 (1:0) | Universidad de Chile | Estadio Nacional, Santiago                               |                                                          |
|                      | Juan Carlos Sarnari 19' · Carlos Reinoso 80' |           | Yanko Daucik 77'     | Asistencia: 18.801 espectadores Árbitro(s): Jorge Cruzat | Asistencia: 18.801 espectadores Árbitro(s): Jorge Cruzat |

| 3 de febrero de 1968 | Racing Club        | 1:1 (1:0) | Vasas       | Estadio Nacional, Santiago                             |                                                        |
|                      | Norberto Raffo 44' |           | Mathesz 53' | Asistencia: 18.801 espectadores Árbitro(s): Mario Gasc | Asistencia: 18.801 espectadores Árbitro(s): Mario Gasc |

### Fecha 13
| 5 de febrero de 1968 | Checoslovaquia          | 2:0 (1:0) | Racing Club | Estadio Nacional, Santiago                             |                                                        |
|                      | Krnac 19' · Kvasnak 70' |           |             | Asistencia: 60.143 espectadores Árbitro(s): Mario Gasc | Asistencia: 60.143 espectadores Árbitro(s): Mario Gasc |

| 5 de febrero de 1968 | Santos                           | 3:1 (0:0) | Alemania Oriental | Estadio Nacional, Santiago                                 |                                                            |
|                      | Toninho 52' · Negreiros 57', 78' |           | Vogel 89'         | Asistencia: 60.143 espectadores Árbitro(s): Claudio Vicuña | Asistencia: 60.143 espectadores Árbitro(s): Claudio Vicuña |

### Fecha 14
| 6 de febrero de 1968 | Universidad Católica                                                      | 4:3 (1:1) | Colo-Colo                             | Estadio Nacional, Santiago                                  |                                                             |
|                      | Alberto Fouilloux 35', 48' · Néstor Isella 55' (pen.) · Juan Barrales 57' |           | Elson Beyruth 6', 63' · Juan Soto 49' | Asistencia: 16.843 espectadores Árbitro(s): Domingo Massaro | Asistencia: 16.843 espectadores Árbitro(s): Domingo Massaro |

| 6 de febrero de 1968 | Vasas                 | 2:1 (1:1) | Universidad de Chile       | Estadio Nacional, Santiago                                    |                                                               |
|                      | Jónas Farkas 19', 75' |           | Guillermo Yávar 12' (pen.) | Asistencia: 16.843 espectadores Árbitro(s): Rafael Hormazábal | Asistencia: 16.843 espectadores Árbitro(s): Rafael Hormazábal |

## Tabla de posiciones
| Pos. | Equipo               | PJ | PG | PE | PP | GF | GC | Dif. | Puntos |
| ---- | -------------------- | -- | -- | -- | -- | -- | -- | ---- | ------ |
| 1    | Santos               | 7  | 6  | 0  | 1  | 22 | 7  | 15   | 12     |
| 2    | Alemania Oriental    | 7  | 4  | 2  | 1  | 22 | 14 | 8    | 10     |
| 3    | Universidad Católica | 7  | 5  | 0  | 2  | 17 | 15 | 2    | 10     |
| 4    | Vasas                | 7  | 3  | 2  | 2  | 13 | 14 | -1   | 8      |
| 5    | Checoslovaquia       | 7  | 3  | 1  | 3  | 11 | 13 | -2   | 7      |
| 6    | Universidad de Chile | 7  | 1  | 2  | 4  | 9  | 15 | -6   | 4      |
| 7    | Colo-Colo            | 7  | 1  | 1  | 5  | 9  | 18 | -9   | 3      |
| 8    | Racing Club          | 7  | 0  | 2  | 5  | 6  | 13 | -7   | 2      |

|  | Campeón |

## Campeón
| Brasil           |
| Santos 2º título |

## Cuadrangular de Santiago de Chile 1968[3][4]
La segunda competencia es el Cuadrangular de Santiago 1968 corresponde a la 16.ª edición del torneo amistoso de fútbol.
Se desarrolló en el mes de diciembre cuando aún faltaban tres fechas para el término del Campeonato de la Primera División de ese año
El campeón fue Selección de Polonia.

## Datos de los equipos participantes
| Equipo               | Calidad                                                              |
| -------------------- | -------------------------------------------------------------------- |
| Universidad Católica | Anfitrión y segundo lugar de la Primera División de Chile 1967       |
| Colo-Colo            | Anfitrión y tercer lugar de la Primera División de Chile 1967        |
| Selección de Polonia | Invitado                                                             |
| Portuguesa           | Invitado y quinto lugar del Campeonato Torneo Paulista 1967 (Brasil) |

### Aspectos generales

#### Modalidad
El torneo se jugó dos fechas, bajo el sistema de eliminación directa, así el tercer y cuarto lugar lo definen los equipos que resultaron perdedores en la primera fecha y la final enfrenta a los dos equipos ganadores de la primera fecha, resultando campeón aquel equipo que ganó sus dos partidos.

## Partidos

### Semifinales
| 11 de diciembre de 1968 | Universidad Católica                                | 4:2 | Portuguesa     | Estadio Nacional, Santiago |  |
|                         | Esteban Varas · Alberto Fouilloux · Sergio Messen , |     | Edú · Leivinha |                            |  |

| 11 de diciembre de 1968 | Colo-Colo           | 1:2 | Selección de Polonia | Estadio Nacional, Santiago |  |
|                         | Mario Rodríguez 46' |     | Sadek · Deyna        |                            |  |

### Tercer puesto
| 13 de diciembre de 1968 | Colo-Colo                                | 2:1 (2:1) | Portuguesa | Estadio Nacional, Santiago |  |
| | Carlos Caszely 14' · Mario Rodríguez 39' |           | Ivair 5'   |                            |  |
| No se jugó el segundo tiempo. El partido de dio por terminado al finalizar el primer tiempo debido a que Portuguesa quedó con 6 jugadores en la cancha. Por reclamos derivados del segundo gol “albo”, fueron expulsados dos jugadores brasileños y después de un frustrado intento de retirar el equipo, los jugadores “cariocas” se fueron lesionando sucesivamente hasta que por reglamento (menos de 7 jugadores en cancha) el árbitro concluyó el cotejo. |                                          |           |            |                            |  |

### Final
| 13 de diciembre de 1968 | Selección de Polonia | 1:0 (0:0) | Universidad Católica | Estadio Nacional, Santiago |  |
|                         | Zmijewski 76'        |           |                      |                            |  |

## Campeón
| Poland                         |
| Selección de Polonia 1º título |